# Stromberg (Moselle)
Pour les articles homonymes, voir Stromberg.
Le Stromberg, en luxembourgeois Strombierg, est une colline située dans le département de la Moselle, en région Grand Est, aux confins de la France et du Luxembourg.

## Situation
Située dans la région de Sierck, le Stromberg est une montagne à base elliptique. Elle est baignée au sud et à l'est par la rivière de la Moselle, une vallée sèche ou un grand ravin d'une profondeur d'une centaine de mètres la contourne à l'ouest et au nord ; elle se trouve ainsi isolée des collines qui l'entourent et forme une butte-témoin. Les villages de Schengen et de Contz-les-Bains sont bâtis à ses pieds aux points où le ravin débouche dans la vallée de la Moselle.
Cette colline fait partie de l’espace naturel du Stromberg, qui est situé de part et d’autre de la frontière franco-luxembourgeoise, sur la commune française de Contz-les-Bains et sur la commune luxembourgeoise de Schengen. Conscientes de leur patrimoine naturel, ces communes frontalières ont mis en place des mesures assurant une continuité de la protection du site : dès 1993 côté Luxembourgeois, et depuis 2005 côté français.
Le sommet de la colline offre un point de vue sur le paysage environnant notamment la vallée de la Moselle. Deux antennes relais se trouvent sur le Stromberg comme sur beaucoup d'autres collines aux alentours.

## Fête de la Saint-Jean
Depuis plusieurs siècles, la veille de la Saint-Jean, Les habitants de Contz-les-Bains ont pour coutume de placer en haut de la colline du Stromberg une roue entourée de paille à laquelle on met le feu, puis ils la poussent afin qu'elle descende le long de la colline en terminant sa course dans la Moselle,.
Si elle n'arrive pas à mi-pente, les habitants de Contz-les-Bains doivent un panier de cerises à ceux de Sierck, si c'est le contraire, ceux de Sierck doivent une hotte de vin à ceux de Contz. Si la roue atteint la Moselle, les vignerons comptent sur une belle récolte.

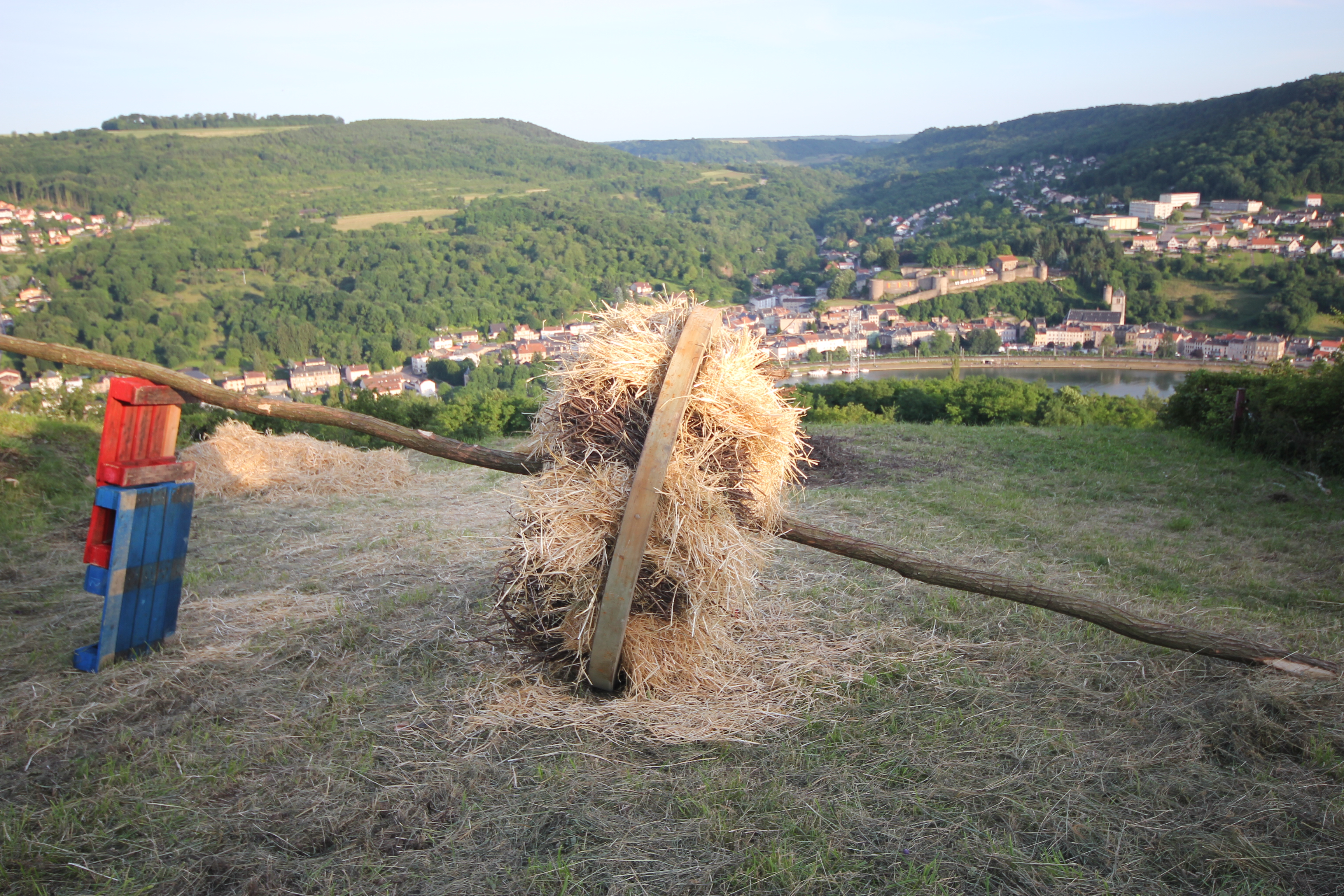
La roue préparée.
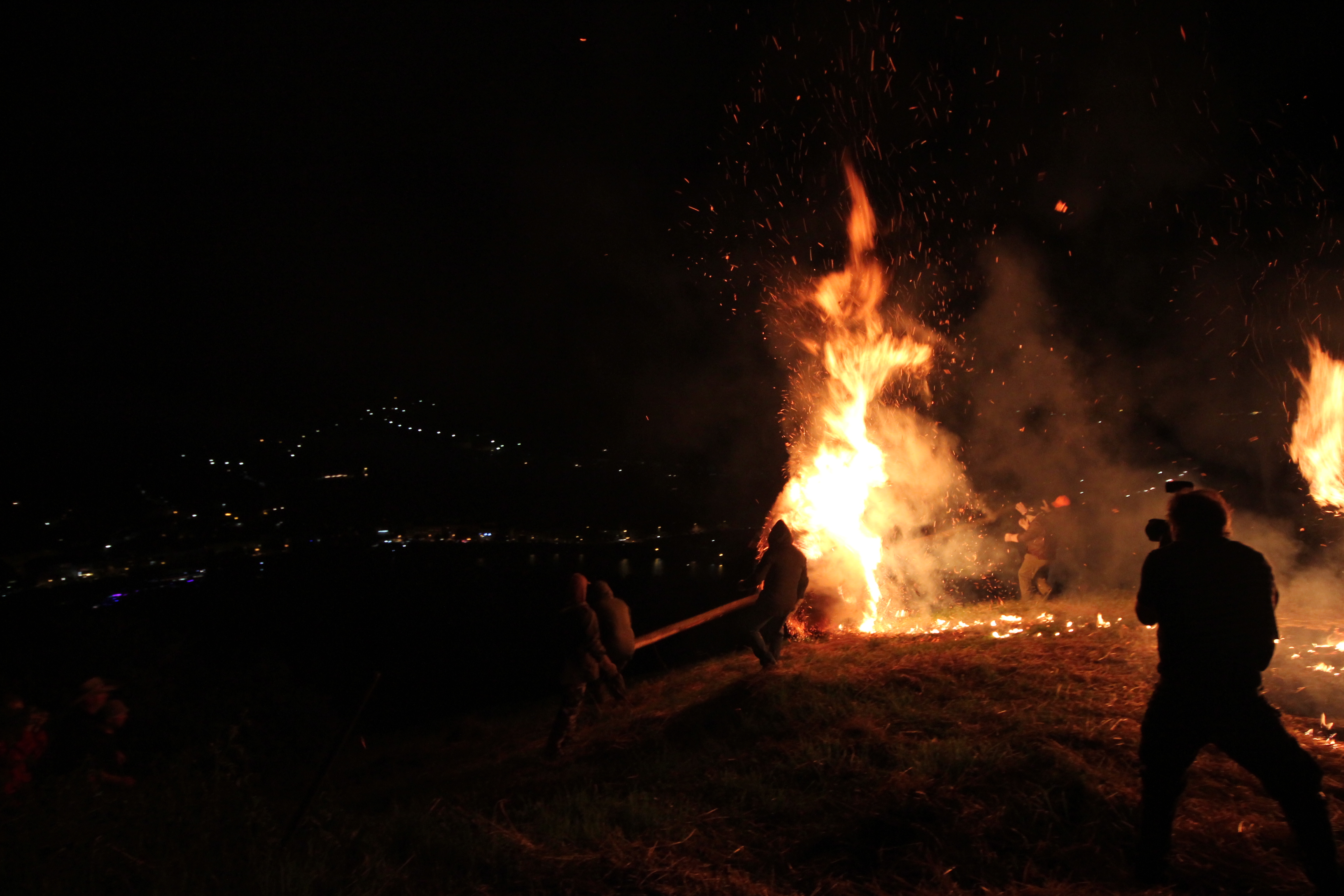
La roue enflammée prête à partir.